# Han Xiangzi
Han Xiangzi (chiń. 韓湘子; pinyin Hán Xiāngzi) – bóstwo chińskie, jeden z Ośmiu Nieśmiertelnych. Jego symbolem jest flet.
Han Xiangzi jest postacią historyczną. Był siostrzeńcem chińskiego uczonego Han Yu (768-824) i żył na początku IX wieku. Według podań zrezygnował z życia doczesnego i został taoistycznym ascetą; jego nauczycielem miał być Lü Dongbin. Doskonałość jego cnót sprawiła, że po śmierci stał się jednym z Nieśmiertelnych.